# Conceição das Alagoas (ort)
Conceição das Alagoas är en ort i Brasilien.   Den ligger i kommunen Conceição das Alagoas och delstaten Minas Gerais, i den sydöstra delen av landet, 500 km söder om huvudstaden Brasília. Conceição das Alagoas ligger 513 meter över havet och antalet invånare är 16 152.
Terrängen runt Conceição das Alagoas är huvudsakligen platt. Conceição das Alagoas ligger nere i en dal.
Omgivningarna runt Conceição das Alagoas är en mosaik av jordbruksmark och naturlig växtlighet. Runt Conceição das Alagoas är det glesbefolkat, med 19 invånare per kvadratkilometer.